# 김성훈 (1999년)
김성훈(한국 한자: 金成勳, 1999년 6월 3일 ~ )은 대한민국의 축구 선수로, 포지션은 수비수이다.